# Écologie microbienne
L'écologie microbienne aborde la place et le rôle des micro-organismes dans un habitat (environnement, écosystème) ainsi que les interactions des micro-organismes entre eux, avec leur milieu et/ou avec un hôle (holobionte). Les micro-organismes étant très nombreux, ubiquistes (présents partout dans le monde), très diversifiés, très adaptatifs, ont une importance primordiale dans de nombreux domaines. 

## Domaines de recherche
L'écologie microbienne consiste à caractériser la biodiversité microbienne d'un écosystème, à caractériser les interactions entre micro-organismes (chaînes trophiques), à identifier le rôle des micro-organismes dans l'écosystème, à étudier les interactions hôtes-microorganismes (symbiose, commensalisme, parasitisme, agent pathogène…). L'écologie microbienne couvre donc des domaines très variés.
- Cycle biogéochimique de la matière : importance de la biodiversité microbienne dans les cycles du carbone, de l'azote, du soufre, du phosphate…
- Dépollution : dépollution naturelle des milieux grâce aux micro-organismes et utilisation des micro-organismes dans le traitement des eaux usées ou des sols pollués.
- Agriculture : interaction des micro-organismes avec les plantes (symbiose ou pathogène).
- Médecine humaine et vétérinaire : importance des parasites, des bactéries et virus pathogènes.
- Agroalimentaire : importance de la biodiversité microbienne dans des processus de transformation ou de fermentation de produits alimentaires (fromage, yaourt, vin, choucroute, saucisson…) ; rôle de certains micro-organismes dans l'altération de produits alimentaires. Maîtrise des contaminations via la maîtrise des flores en place soit une stratégie du type occupation de la place
- Biotechnologie : connaissance de la biodiversité microbienne pour caractériser des nouvelles molécules ayant des propriétés intéressantes pour les milieux pharmaceutiques et/ou industriels.
- Évolution : l'organisme ancestral ayant entraîné l'apparition de la vie était probablement proche des bactéries actuelles.
- Maîtrise des flores pathogènes via un ensemencement contrôlé.

## Stratégie écologiques
Les stratégies écologiques des microorganismes sont décrites suivant un gradient entre stratégies copiotrophes et oligotrophes. Les stratégies copiotrophe et oligotrophe sont construites par analogie avec les stratégies r et K. Les copiotrophes, analogues aux espèces à stratégie r, sont définis comme des organismes consommant de la matière organique labile, ayant des besoins nutritionnels importants, présentant des taux de croissance importants lorsque les ressources sont abondantes. Ils ont une capacité à entrer en croissance très rapidement en cas d'augmentation de la disponibilité en ressources mais présentant également un fort taux de mortalité en cas d'épuisement des ressources. Ils sont censés être dominants dans les environnements présentant une grande quantité de matière organique.
Les oligotrophes, analogues aux espèces à stratégie K, sont définis comme ayant des taux de croissance faible, une plus grande affinité spécifique pour leurs substrats (donc une plus grande capacité à exploiter des ressources difficilement accessibles ou peu labiles) et une grande tolérance aux stress. Ils sont censés devenir dominants dans la communauté microbienne lorsque les ressources sont rares.
Parmi leurs autres caractéristiques physiologiques, les copiotrophes sont supposés avoir des ratios C:N et C:P faibles, un grand nombre de copies d'ADN ribosomique, un rendement de croissance faible, des coûts élevés de maintenance de  la machinerie cellulaire, et une production d'enzymes majoritairement constitutive (et non inductible). Les oligotrophes sont supposés posséder les caractéristiques opposées.